# (4918) Rostropovich
(4918) Rostropovich es un asteroide perteneciente al cinturón de asteroides, descubierto el 24 de agosto de 1974 por la astrónoma soviética Liudmila Chernyj desde el Observatorio Astrofísico de Crimea (República de Crimea), Rusia).

## Designación y nombre
Designado provisionalmente como 1974 QU1. Fue nombrado Rostropovich en honor al músico soviético y ruso Mstislav Rostropóvich.